# Eparchie minská
Eparchie minská je eparchie běloruské pravoslavné církve nacházející se v Bělorusku.

## Území a titul biskupa
Zahrnuje správní hranice území města Minsk a také Minského rajónu Minské oblasti.
Eparchiálnímu biskupovi náleží titul biskup minský a zaslavský.

## Historie
Eparchie byla zřízena 13. dubna 1793. Původně sídlila ve městě Sluck ale 3. září 1799 byla podle dekretu z 12. dubna 1795 převedena do Minsku.
Dne 23. října 2014 byly rozhodnutím Svatého synodu zřízeny nové eparchie borisovská, slucká a maladzečanská. Staly se součástí nově vzniklé minské metropole.

## Seznam biskupů
- 1793–1796 Viktor (Sadkovskyj)
- 1796–1812 Iov (Poťomkin)
- 1812–1814 Serafim (Glagolevskij)
  - 1814–1816 Daniil (Nattok-Michajlovskij) dočasný správce
- 1816–1832 Anatolij (Maxymovyč)
- 1832–1834 Jevgenij (Baženov)
- 1834–1840 Nikanor (Klementěvskij)
- 1840–1848 Antonij (Zubko)
- 1848–1868 Michail (Galubovič)
- 1868–1877 Alexandr (Dobrynin)
- 1877–1880 Jevgenij (Šerešylo)
- 1880–1889 Varlaam (Čerňavskyj)
- 1889–1899 Simeon (Liňkov)
- 1899–1912 Michail (Těmnorusov)
  - 1912–1912 Jānis (Pommers) dočasný správce svatořečený mučedník
- 1912–1916 Mitrofan (Krasnopolskij) svatořečený mučedník
- 1916–1921 Georgij (Jaroševskyj)
- 1922–1927 Melchisedek (Pajevskij)
  - 1921–1922 Vladimir (Kirillov) dočasný správce
  - 1927–1927 Arsenij (Smoleněc) dočasný správce
- 1927–1930 Pavlo (Vylkovskyj)
- 1930–1935 Feafan (Semjanjaka)
- ????–1933 Feodosij (Vaščynskyj) dočasný správce
- 1936–1936 Josaf (Ževachov) svatořečený mučedník
- 1936–1937 Modest (Nikitin)
  - 1937–1941 eparchie neobsazena
- 1941–1942 Panteleimon (Rožnovskij)
- 1942–1944 Filafej (Narko)
- 1944–1947 Vasilij (Ratmirov)
- 1947–1959 Pitirim (Sviridov)
- 1959–1960 Gurij (Jegorov)
  - 1960–1961 Leontij (Bondar) dočasný správce
- 1961–1961 Antonij (Krotevyč)
- 1961–1963 Varlaam (Borisevič)
- 1963–1963 Nikodim (Rotov)
- 1963–1965 Sergij (Petrov)
- 1965–1978 Antonij (Mělnikov)
- 1978–2013 Filaret (Vachromejev)
- 2013–2020 Pavel (Ponomarjov)
- od 2020 Venijamin (Tupeka)